# Sonate pour piano no 10 de Beethoven
Pour les articles homonymes, voir Sonate pour piano (homonymie).

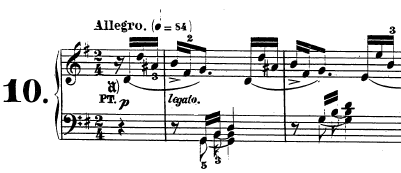
Partition de la Sonate pour piano no 10 de Beethoven

La Sonate pour piano no 10 en sol majeur, opus 14 no 2, de Ludwig van Beethoven, fut composée en 1798 et publiée avec la no 9 en décembre 1799. Le compositeur la dédia à la baronne Josefa von Braun.
Elle comporte trois mouvements et son exécution a une durée d'environ 15 minutes : 
1. Allegro (sol majeur)
2. Andante (do majeur)
3. Scherzo. Allegro assai (sol majeur)